# Odontotrypes hayeki
Odontotrypes hayeki là một loài bọ cánh cứng trong họ Geotrupidae. Loài này được MikÜic miêu tả khoa học năm 1961.